# Социальная педагогика
Социальная педагогика — одна из отраслей педагогики, исследующая социальное воспитание, осуществляемое в организациях, специально для этого созданных, и в организациях, для которых воспитание не является основной функцией.

## Основные подходы к определению сущности и содержания социальной педагогики
Существует несколько подходов к пониманию сущности и содержания социальной педагогики.
В словаре по педагогике Г. М. Коджаспирова и А. Ю. Коджаспиров дают следующее определение социальной педагогике — это отрасль педагогики, исследующая воздействие социальной среды на воспитание и формирование личности; разрабатывающая систему мероприятий по оптимизации воспитания личности с учётом конкретных условий социальной среды.
X. Мискес (Германия) говорит о социальной педагогике как о научной дисциплине, раскрывающей социальную функцию общей педагогики и исследующей воспитательный процесс во всех возрастных группах".
Для Е. Молленхауер (Германия) смысл социальной педагогики заключается в помощи молодёжи в быстрой адаптации к социальной системе, противостоянии негативным отклонениям от норм поведения.
А. В. Мудрик рассматривает социальную педагогику как отрасль педагогики, исследующую социальное воспитание в контексте социализации, то есть воспитание всех возрастных групп и социальных категорий людей, осуществляемое как в организациях, специально для этого созданных, так и в организациях, для которых воспитание не является основной функцией (воинские части, предприятия).
В. Д. Семёнов считает социальную педагогику наукой о воспитательных влияниях социальной среды.
В педагогическом словаре под редакцией В. И. Загвязинского, А. Ф. Закировой социальная педагогика определяется как отрасль педагогического знания об отношениях человека и социума, о факторах, способах и методах социализации личности и её адаптации в среде обитания, о выявлении, приумножении и использовании педагогического потенциала социума (семьи, учреждений, организаций, предприятий, ведомств, частных лиц) в целях гармонизации отношений субъектов социальной среды.
Ю. В. Василькова, Т. А. Василькова дают следующее определение социальной педагогики — это теория и практика обучения и воспитания отдельной личности или группы людей, иногда объединённых социальной бедой и нуждающихся в реабилитации или лечении, их социализация
- Социальная педагогика (Ф. А. Мустаева) — теория и практика познания, регулирования и реализации образовательно-воспитательными средствами процесса социализации или ресоциализации человека, результатом которого является приобретение индивидом ориентации и эталона поведения.
- Социальная педагогика (И. А. Липский) — теория и практика гармонизации взаимодействия человека и социальной среды и их подготовки к этому взаимодействию.

Основная задача социальной педагогики, как учебной дисциплины состоит в подготовке квалифицированных специалистов социальных педагогов, изучению различных проблем в области педагогических наук. Как специальность помогает личности в решении различных жизненных ситуаций, возникающих на протяжении жизненного пути личности. Она является и средством регулирования социального поведения, и средством социального контроля, выступая одновременно и инструментом стабилизации социокультурной ситуации. Более того в контексте межнациональных проблем, образование взрослых становится важным цивилизованным (ненасильственным, гуманистическим и демократическим) фактором гармонизации межнациональных и межгосударственных отношений
Формы социально-педагогической деятельности — это внешнее выражение организации взаимодействия социального педагога и клиента. Классификация форм организации социально-педагогической работы неоднозначна, их можно характеризовать:
1. По специфическим признакам: — функциональность, которая указывает на такую форму, которая обеспечит реализацию отдельных функций социально-педагогической деятельности (например, осуществление профилактики отдельных социальных ситуаций требует одних форм, а реабилитационная работа — других); — структурность, характеризуется специфическими правилами построения отдельных организационных форм; — интегративность предполагает объединение различных форм социально-педагогической деятельности.
2. По направлениям социально-педагогической деятельности: — познавательно-развивающие; — художественно-эстетические; — спортивные; трудовые.
3. По количественному составу участников: — индивидуальные (работа с отдельным человеком); — групповые (работа с малой группой, семьёй); — массовые (работа с большим количеством людей — общиной);
4. По доминирующим средством воспитательного воздействия: — словесные, — практические, — наглядные.
5. По сложности построения: — простые, — сложные, — комплексные.
6. По характеру смыслового наполнения: — информационные, — практические, — информационно-практические.
7. По направлениям социально-педагогической деятельности:— превентивные, — реабилитационные, — защитные и др.
Осуществление социально-педагогической деятельности происходит в открытой социально-педагогической системе и системе специализированных учреждений:
Социально-педагогические службы образовательных учреждений: дошкольные, общеобразовательные и профессиональные учреждения, колледжи, лицеи, школы-интернаты, детские дома; специализированные общеобразовательные школы, высшие учебные заведения.
Социальные службы специализированных учреждений: дома престарелых, семейные детские дома, центры реабилитации, социальные приюты, спецшколы для детей с отклонениями в умственном и физическом развитии, центры занятости, биржи труда, тюрьмы и др.
Социальные службы организаций и предприятий: коммерческие структуры, общежития, творческие и общественные организации, различные фонды, банки, благотворительные организации.
Муниципальные социальные службы: социальные службы, социально-педагогические, культурно-спортивные комплексы, центры социальной педагогики и социальной работы, отделы по социальной защите населения, отделения социальной помощи и тому подобное.
Службы культурной анимации: подростковые клубы, дома культуры, школы народных ремёсел, семейные клубы, семейные общежития, игровые площадки, парки и др.
Валеологические службы: психологические центры здоровья, профилактории, реабилитационные залы и комплексы, центры народных средств оздоровления, медпункты и прочее.
Формы социально-педагогической деятельности делятся на: традиционные (беседы, викторины, диспуты, конкурсы, устные журналы, тематические вечера и т. п) и нетрадиционные (молодёжные «Интернет кафе», уличные игротеки, профилактические программы «Подросток-подростку», «Ровесник-ровеснику» и др).
В зависимости от сфер деятельности специалиста можно определить следующие направления социально-педагогической деятельности:- социально-педагогическая деятельность с семьёй (проблемной, верующими родителями, с семьёй, в которой есть одарённые или больные дети); — социально-педагогическая деятельности в системе школьного образования; — социально-педагогическая деятельности в микрорайоне; — социально-педагогическая деятельности в приютах; — социально-педагогическая деятельность в интернатных учреждениях; — социально-педагогическая деятельность с трудными детьми, с детьми из «группы риска»; — социально-педагогическая деятельности в исправительных учреждениях; — социально-педагогическая деятельность как организация досуга.
Каждое направление деятельности имеет соответствующую методику, которая осуществляется по определённому алгоритму, имеет свою стратегию и тактику и своё направление. Однако общим является логика диагностики клиента: изучить, чтобы знать; знать, чтобы понять; понять, чтобы помочь.

## История социальной педагогики
В то время как философы античности, как Платон и Аристотель обсуждали, как образование может содействовать социальному развитию, социальная педагогика в теории и практике возникла только благодаря влиянию современного мышления в эпоху Возрождения, Реформации и позже в эпоху Просвещения.

### Жан-Жак Руссо
Основным стимулом для современного понимания педагогики сделал педагогическую философию Швейцарский социальный мыслитель Жан-Жак Руссо (1712—1778). Обеспокоенный разложением общества, он развил свои теории, основанные на его вере, что люди изначально хороши, как они были ближе всего к природе, когда рождаются, но общество и его институты развратили их. Следовательно, воспитание детей в гармонии с природой и её законами, с тем чтобы сохранить хорошие качества была центральной для педагогической теории Руссо.

### Иоганн Генрих Песталоцци
Философия Руссо вдохновили последующие педагогов, в частности Песталоцци Иоганна Генриха (1746—1827), который уточнил мысли Руссо, развивая метод целостного образования, в котором затрагивается голова, сердце и руки. Эти три элемента неотделимы друг от друга в методе Песталоцци и должны быть в гармонии. «Природа формирует ребёнка как неразрывное целое, как жизненно органическое единство с много, котор встали на сторону моральных, умственных и физических способностей. Каждая из этих возможностей осуществляется на основе и посредством других», — заявил Песталоцци.

### Новый механизм образования
Идеи Песталоцци вызвали интерес по всей Континентальной Европе, и его концепция применяется в различных условиях, таких как детский сад (Фрёбель), школы (Монтессори, Штайнер, Хан), учреждений интернатного типа (Корчак) и неформальная работа с детьми и молодёжью (Монтессори). Таким образом, новое педагогическое движение способствовало континентальному педагогическому дискурсу, который видел детей, как равных с другими людьми («дети не становятся людьми, они уже есть», Корчак), и в качестве компетентных, активных («у ребёнка сто языков», Малагуцци, автор Реджио-педагогики). Кроме того, существует растущее признание участия детей и прав детей, например, в педагогической концепции Монтессори и Корчака. Новый механизм образования привёл к распространению педагогических концепций и идей во многих европейских странах и выявил два принципиальных момента, которые демонстрируют стремление использовать педагогику для социальных перемен:
1. одной из основных задач образования является воспитание личности ребёнка
2. образование должно быть предназначено для улучшения человечества новой эры.

### Сокращение масштабов нищеты
На основе педагогических идей Руссо, Песталоцци и Фрёбеля, немецкий директор школы Фридрих Дистервег (1790—1866), подчеркнул социальную значимость педагогики в борьбе против социального неравенства. Для него Социальная педагогика «образовательных действий, который направлен на помощь бедным в обществе». Через вклад Дистервега и других мыслителей, таких как Ф. Шлейермахер, педагогика, приобрела большую социальную роль, в конце 19 века этим занимались такие учёные, как Паулу Фрейре и Джон Дьюи. Хотя педагогика была раньше связана с изменяющимся социальным условиям посредством образования. Педагогические мыслители, как Песталоцци и Монтессори позже следовали традиции Руссо: развития детской педагогики.

### Социальная педагогика
Один из первых серьёзных мыслителей, Пауль Наторп, «утверждал, что вся педагогика должна быть социальной, то есть, что в философии образования взаимодействие образовательного процесса и общества должны быть приняты во внимание», на его социально-педагогические теории оказало влияние учение Платона об идеях, вместе с категорическим императивом Иммануила Канта по отношению к людям, и метод Песталоцци. В 1920-х годах с влиятельными педагогов, таких как Герман Нол, Немецкая Социальная педагогика трактуется с герменевтической точки зрения, которая признаёт, что жизнь и их проблемы могут быть поняты только через глаза и в их социальном контексте, к пониманию того, как человек взаимодействует с социальным окружением.
После Второй Мировой Войны и национал-социализма, и опыта коллективного воспитания, " Социальная педагогика стала более критичной по отношению к обществу, таким образом, современная Социальная педагогика в Германии в качестве дисциплины более тесно увязана с социальной работой и социологией, чем с психологией. В силу различных исторических событий и культурных понятий, Социальная педагогика имеет очень разные традиции в других странах, хотя они связаны через общие основные принципы социальной педагогики. И даже в пределах одной страны, нет единого педагогического подхода. Некоторые из них носят имена основных мыслителей, как Фрёбель или Монтессори, которые создали весьма специфические педагогические концепции.

### В СССР
В Педагогической энциклопедии (М., 1968) определение социальной педагогики даётся как «одно из направлений буржуазной педагогики», которая занимается изучением «пограничных социально-педагогических проблем».
«Марксистская педагогика считает, что нет такой области образования и воспитания, которая не была бы так или иначе связана с обществом, и что поэтому вся педагогика социальна. Вот почему создание социальной педагогики как особой отрасли педагогической науки считалось неправомерно. В то же время имеются пограничные области знания между педагогикой и социологией, которые изучаются специальными отраслями педагогической науки: сравнительной педагогикой, социологией воспитания, педагогической социологией, экономикой народного образования».

## Изучение социальной педагогики

### Россия
В России социальную педагогику изучают в педагогических вузах или на педагогических факультетах университетов. Научно-методическое обеспечение делает Институт педагогики социальной работы РАО. Основные специальности — специальности 13.00.06 — теория и методика воспитания (социальное воспитание) и 13.00.08 — теория и методика профессионального образования (в сфере подготовки специалистов социальной сферы).

### Германия
В Германии Социальная педагогика и социальная работа больше не являются одной специальностью: специалист социальной работы и социальный педагог обучаются отдельно, хотя 60 % предметов во время обучения совпадают. Социальная педагогика изучается в институтах (университетах прикладных наук) и других вузах. Социальная педагогика изучается 3,5 года (бакалавр) с 1 семестром практики, как часть учебной программы, выпускники будут иметь возможность реализовать их профессиональную деятельность. Университет готовит выпускников для работы с клиентами, в сфере администрирования и управления социальными организациями. Для более детального изучения социальной педагогики можно учиться после бакалавра на Магистра искусств (2 года).
Основные предметы -Психология, Социология, Теория Педагогики, Образование, Социальная Работа, Социальное Управление, Право и политика, Профессиональные понятия, таких как посредничество, терапия, контроля, связь понятий, СМИ, Экономика, Социальная Справедливость, Здоровье, Театральная педагогика

### Дания
Датские социальные педагоги, как правило, изучаются в семинариях, которые предлагают 3.5 года курсы. Некоторые семинарии также предлагают краткосрочные курсы по социальной педагогике на английском языке. Дальнейшее обучение в магистратуре, часто сочетают социальную педагогику с социальная работой, социологией или психологией, а также может осуществляться в нескольких университетах.

### Чехия и Словакия
Чешские и словацкие будущие социальные педагоги, как правило, поступают в университет (есть также возможность учиться в колледже, где они получат степень). Социальная педагогика изучается для подготовки на степень бакалавра. Для продолжения обучения Социальная педагогика может рассматриваться как магистерская программа после окончания бакалавриата. В Чехии и Словакии социальная педагогика и социальная работа рассматриваются как две различные дисциплины. В Словакии социальную педагогику изучают в училищах, в образовательных и психологических центрах.

### Северная Америка
В США, школы, университеты предлагают степень магистра гуманитарных наук в общественной и культурной педагогики. 30-блоковая программа состоит из 10 три кредитных курсов. Основные курсов (9 кредитов) включают в себя Основы социальных преобразований, методы исследования, а также социальную педагогику и культурную Педагогику с теоретическими и практическими вопросами. Студенты выполняют пять элективных курсов (15 кредитов), а затем дипломную работу или дипломный проект (6 кредитов). Программа развивает способности студентов к анализу неформальной образовательной политики и практики и изучение воспитательного воздействия ряда учреждений, организаций и ассоциативных пространств. Он обеспечивает подготовку и навыки по работе в таких условиях как: образование взрослых, общественные организации, музеи, программы для людей с ограниченными возможностями, молодёжные и спортивные программы, экологическое образования, религиозные организации, здравоохранение, общины коренных народов и племён, образование на рабочем месте и без отрыва от производства.

### Великобритания
Ещё совсем недавно, несколько университетов преподавали социальную педагогику для получения степени или были включены модули по социальной педагогики в свои педагогической программы по социальной работе курсы работы с молодёжью. Курсы для детей и рабочей молодёжи также доступны.

## Профессиональный портрет социального педагога
Под профессией понимается вид или род трудовой деятельности, требующий от человека определённых общих и специальных знаний, умений и навыков, которые приобретаются в процессе общего и специального образования путём практической работы. Педагогом называют специалиста, получившего специальную подготовку и занимающегося обучением и воспитанием людей. К педагогической профессии относится и профессия социального педагога.
Социальный педагог — это специалист по социально-педагогической работе с детьми и родителями, подростками, молодёжными группами и объединениями, взрослым населением в условиях образовательных и специализированных учреждений, по месту жительства.
Социальный педагог призван обеспечивать направленную социально-педагогическую помощь и поддержку процесса социализации различных категорий детей и молодёжи, способствовать их социальному воспитанию в условиях жизнедеятельности, оказывать психолого-педагогическую и социально-педагогическую помощь семье, воспитательным учреждениям, помогать подросткам в период их социального и профессионального становления.
Социальный педагог относится к профессиональной квалификационной группе должностей педагогических работников второго квалификационного уровня.
В соответствии с квалификационной характеристикой должности, социальный педагог:
- осуществляет комплекс мероприятий по воспитанию, образованию, развитию и социальной защите детей в учреждениях и по месту жительства;
- изучает особенности личности обучающихся, окружающей их микросреды, условия их жизни;
- выявляет интересы и потребности, трудности и проблемы, конфликтные ситуации, отклонения в поведении детей и своевременно оказывает им социально-педагогическую помощь и поддержку;

- выступает посредником между личностью подопечных и учреждением, семьёй, средой, специалистами различных социальных служб, ведомств и административных органов;
- определяет задачи, формы, методы социально-педагогической работы, способы решения личных и социальных проблем, принимает меры по социальной защите и помощи, реализации прав и свобод личности воспитанников;
- организует различные виды социально ценной деятельности детей и взрослых, мероприятия, направленные на развитие социальных инициатив, реализацию социальных проектов и программ, участвует в их разработке и утверждении;
- способствует установлению гуманных, нравственно здоровых отношений в социальной среде;
- содействует созданию обстановки психологического комфорта и безопасности личности воспитанников, заботится об охране их жизни и здоровья;
- осуществляет работу по трудоустройству, патронажу, обеспечению жильём, пособиями, пенсиями, оформлению сберегательных вкладов, использованию ценных бумаг воспитанников из числа сирот и оставшихся без попечения родителей;
- взаимодействует с учителями, родителями (заменяющими их лицами), специалистами социальных служб, семейных и молодёжных служб занятости, с благотворительными организациями и т. д. в организации помощи детям, нуждающимся в опеке и попечительстве, с ограниченными физическими возможностями, девиантным поведением, а также попавшим в экстремальные ситуации.

В профессиональной деятельности социального педагога выделяют три главных направления деятельности: практическое, образовательное и исследовательское
Практическая деятельность сводится к решению проблем ребёнка (подростка), а также к координации деятельности различных ведомственных служб в оказании помощи ребёнку. Из банка данных микрорайона социальный педагог выделяет лиц, семьи, детей, которые нуждаются в социально-педагогической, социально-психологической и медицинской помощи; устанавливает причины кризиса, в котором оказался ребёнок, координирует участие различных государственных учреждений помощи ребёнку, организует общественную защиту несовершеннолетнему правонарушителю, выступает защитником в суде, помогает в организации досуга детей и молодёжи и т. д.
Социальный педагог постоянно совершенствует своё мастерство, занимается самообразованием, пополняет знания. В этом состоит его образовательная деятельность.
Практическая деятельность социального педагога начинается с исследовательской работы, анализа, изучения ребёнка, семьи, психологических и возрастных особенностей всех, с кем ему необходимо работать. Он изучает задатки и способности ребёнка, его интересы, условия жизни, ближайшее окружение, положительные и отрицательные качества ребёнка, обстановку в семье, в школе, во дворе, его физическое и психическое здоровье.